# Luis Castañer
Pour les articles homonymes, voir Castañer.
Luis Castañer Viñas, né le 26 août 1932 à Banyoles (province de Gérone, Espagne), est un footballeur espagnol qui jouait au poste de défenseur latéral.

## Carrière
Luis Castañer débute en deuxième division avec le Real Saragosse lors de la saison 1953-1954. Après deux saisons à Saragosse, Castañer est recruté en 1955 par le FC Barcelone. Avec Barcelone, il ne joue qu'un seul match de championnat.
En 1956, il est prêté au CD Condal qui joue en D1. En 1957, il rejoint le Sporting de Gijón, club de D1. En 1959, le club est relégué en D2. Castañer passe quatre saisons au Sporting.
Au total, il dispute 177 matchs dans les divisions professionnelles espagnoles, inscrivant un but.